# Алеутский район
Алеу́тский райо́н (алеут. Унангам район) — административно-территориальная единица в составе Камчатского края России. В рамках организации местного самоуправления в его границах функционирует Алеутский муниципальный округ (в 2004—2020 гг. — муниципальный район).
Административный центр и единственный населённый пункт района — село Никольское на острове Беринга.
Население — 624 чел. (2023). Это самый малочисленный район России и единственный, на территории которого находится один населённый пункт.

## География
Район занимает территорию Командорских островов, общая площадь — 1580 км².
Расстояние до Петропавловска-Камчатского 735 км.
Специфические черты климата: чрезмерная влажность, чрезвычайно сильные ветры и незначительное количество тепла. Количество дней с туманом составляет около 60, с метелями — 45. Средняя годовая скорость ветра достигает 7,1 м/с, температура воздуха — + 2,2 ˚С. Зима мягкая, лето прохладное. Растительный мир скуден: кустарники, полярная береза, ива, рябина, отмечается 400 видов цветковых и споровых растений. Тундра богата голубикой, вороникой (шикшей), морошкой, княженикой, рябиной, жимолостью и грибами. Заросли морской капусты — ламинарии, аларии, агара — расположены естественными плантациями вдоль островного побережья.
Рекреационные ресурсы района представлены уникальными территориями самого крупного морского заповедника в России «Командорского». Уникален животный мир: котики, каланы, сивучи, антуры, ларги. Лежбища морских млекопитающих насчитывают около 300 тысяч особей. В непосредственной близости от островов встречается более 20 видов китов. На Командорах гнездится более 1 млн морских колониальных птиц. Всего более двухсот видов, 37 из которых включены в Красные книги различных уровней. Значительна ихтиофауна: треска, камбала, палтус, терпуг и другие виды морских рыб. Из лососевых нерестятся красная горбуша и кижуч. Обилием и разнообразием отличаются морские беспозвоночные: морские ежи, мидии осьминоги, трепанги, крабы.

## История
В 1928 году был образован Алеутский островной туземный район в пределах Камчатской области. Первоначально занимал территорию островов Командорского архипелага — Беринга (площадь 1660 км2) и Медный (186 км2). Населенных пунктов — два. На острове Беринга − Никольское (32 двора), на острове Медном − Преображенское (31 двор). Административный центр − с. Никольское. В районе было две школы и два медицинских пункта.
Постановлением ВЦИК от 10 января 1932 года из островного Алеутского туземного района был образован Алеутский национальный район с административным центром в селении Никольском в составе Дальневосточного края.
Основу коренного населения района составили алеуты, предки которых в 1805−1825 годах были переселены на Командоры из Америки с Алеутских островов. Численность командорских алеутов на момент организации района составляла 345 человек. Хозяйственное развитие района шло с учётом национальных интересов и традиций аборигенного населения. Был построен песцовый питомник, выросший в зверокомбинат, а затем в крупное хозяйство — зверозавод.
С 1935 г. стала выходить газета Алеутского райкома КПСС «Алеутская звезда». В 1969 году село Преображенское закрылось, и всё население
Командор сосредоточилось в Никольском, превратившемся в посёлок городского типа с хорошо развитой социальной сферой: благоустроенные квартиры, больница, школа-интернат, детский сад, ясли, краеведческий музей, Дом культуры, Детская школа искусств, библиотека, электростанция. Молочная, птице− и свинофермы снабжали население необходимыми продуктами питания. К 1979 году численность населения района составила 1200 человек, из них аборигенное население достигло своего пика — 546 человек. Всем им предоставлялись государственные льготы как малым народностям Севера.
В 1990-е годы из-за своей отдаленности от основной территории Камчатской области, Алеутский район попал в наиболее тяжелые экономические условия. Энергетический кризис стал для Командор непреодолимым. Закрылся зверозавод, что привело к оттоку русского населения. На 2016 год Алеутский район оставался самым малочисленным (683 человека) муниципальным районом России и единственным, в составе которого всего один населённый пункт.
С декабря 2004 года до апреля 2020 года в рамках организации местного самоуправления существовал Алеутский муниципальный район, который законом от 30 апреля 2020 года вместе с упразднённым Никольским сельским поселением был преобразован в Алеутский муниципальный округ с переходным периодом до 31 декабря 2020 года.

## Население
| 1898 | 1926 | 1939 | 1959 | 1970  | 1979  | 1989  | 2000 | 2002 |
| ---- | ---- | ---- | ---- | ----- | ----- | ----- | ---- | ---- |
| 653  | ↘368 | ↗406 | ↗713 | ↗1060 | ↗1240 | ↗1356 | ↘700 | ↗808 |
| 2009 | 2010 | 2011 | 2012 | 2013  | 2014  | 2015  | 2016 | 2017 |
| ↘613 | ↗676 | ↘670 | ↗705 | ↘691  | ↗692  | ↘637  | ↗683 | ↗688 |
| 2018 | 2019 | 2020 | 2021 | 2023  |       |       |      |      |
| ↗718 | ↘696 | ↘676 | ↘654 | ↘624  |       |       |      |      |

По данным Всероссийской переписи населения 2021 года национальный состав был следующим:
| Народ   | Численность, чел. |  |
| ------- | ----------------- |  |
| русские | 337               |  |
| алеуты  | 224               |  |
| другие  | 93                |  |
| всего   | 654               |  |

## Административное деление
Район включает один населённый пункт — село Никольское.
В 1930—1940-е годы Алеутский район состоял из двух единиц: Никольского и Преображенского сельсоветов.
В 1970 году упразднён Преображенский сельский Совет.
В состав бывшего муниципального района с 2004 до 2020 гг. входило одно муниципальное образование — Никольское сельское поселение с единственным населённым пунктом в его составе.

## Населённые пункты
В район входит 1 населённый пункт — село Никольское. Расположен на острове Беринга.
Ранее на территории района существовали другие населённые пункты, в том числе село Преображенское, упразднённое 25 ноября 1977 года. Оно располагалось на соседнем острове Медный.
| Название населенного места                          | Число хозяйств | Преобладающая народность | Преобладающая народность | Население | Население | Население |
| Название населенного места                          | Число хозяйств | Название                 | Число хозяйств           | Мужчин    | Женщин    | Итого     |
| --------------------------------------------------- | -------------- | ------------------------ | ------------------------ | --------- | --------- | --------- |
| Командорские острова (Алеутский район)              | 115            | -                        | -                        | 195       | 173       | 368       |
| на остров Беринга:                                  | 64             |                          |                          | 106       | 94        | 200       |
| Гладковская (в бухте), сторожевой пост при кормушке | 1              | Алеуты                   | 1                        | 2         | 4         | 6         |
| Лысенкова (в бухте) сторожевой пост                 | 1              | Алеуты                   | 1                        | 2         | 2         | 4         |
| Никольское                                          | 59             | Алеуты                   | 54                       | 98        | 82        | 180       |
| Подутёсная (в бухте) сторожевой пост                | 1              | Алеуты                   | 1                        | 1         | 1         | 2         |
| Северное, сторожевой пост                           | 2              | Алеуты                   | 1                        | 3         | 5         | 8         |
| на острове Медный:                                  | 51             |                          |                          | 89        | 79        | 168       |
| Глинка                                              | 3              | Креолы                   | 2                        | 4         | 5         | 9         |
| Песчанка                                            | 3              | Алеуты                   | 2                        | 7         | 10        | 17        |
| Преображенское                                      | 45             | Алеуты                   | 41                       | 78        | 64        | 142       |

## Экономика
Здесь функционируют около пятидесяти предприятий и организаций, ведущие из них — Алеутский рыбокомбинат, компания «Южные электрические сети Камчатки».
Запущен первый в крае ветродизельный энергетический комплекс, способный обеспечивать энергией около 50 % годовой электрической нагрузки и около 20 % годовой тепловой нагрузки села.
В 2023 году в селе Никольское открылся аэропорт.